# Architektura ANSI-SPARC

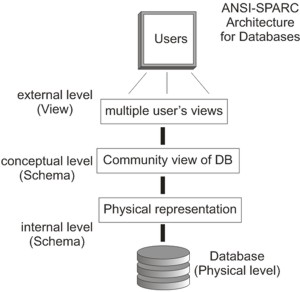
Schemat trójwarstwowej architektury ANSI-SPARC.

Inny sposób przedstawienia architektury trójwarstwowej.

Architektura ANSI-SPARC (American National Standards Institute, Standards Planning And Requirements Committee) to abstrakcyjny standard projektowania systemów zarządzania bazami danych, zaproponowany po raz pierwszy w 1975 roku.
Większość powszechnie używanych współcześnie baz danych opiera się na tym schemacie, aczkolwiek nie został on nigdy sformalizowany.

## Architektura trójwarstwowa
Celem zastosowania architektury trójwarstwowej jest uniezależnienie prezentacji danych od sposobu, w jaki są one przechowywane.
Jest to pożądane z kilku powodów:
- Różne perspektywy użytkowników: architektura ANSI-SPARC pozwala stworzyć perspektywy dla różnych użytkowników dostosowane do ich potrzeb i wymagań. Każdy użytkownik powinien mieć dostęp do tych samych danych, ale na różne sposoby. Perspektywy użytkowników powinny być niezależne od siebie – zmiana jednej z nich nie powinna wpływać na pozostałe.
- Ukrycie fizycznej implementacji: użytkownicy nie powinni mieć dostępu do niskopoziomowych szczegółów przechowywania danych. Powinni mieć możliwość pracy z danymi bez zaprzątania sobie głowy tym, jak są one zapisane.
- Zmiany w niższych warstwach: administrator bazy danych powinien mieć możliwość zmiany sposobu przechowywania danych bez naruszania perspektyw użytkowników. Podobnie, zmiana dysku twardego w serwerze bazy danych nie powinna naruszać struktury danych w bazie.
- Zmiany koncepcji przechowywania danych: administrator powinien mieć możliwość zmiany koncepcji bazy danych lub jej struktury bez naruszania perspektywy użytkownika